# Soraya Sáenz de Santamaría
Soraya Sáenz de Santamaría (ur. 10 czerwca 1971 w Valladolid) – hiszpańska polityk i prawniczka, działaczka Partii Ludowej, parlamentarzystka krajowa, od 2011 do 2018 wicepremier w hiszpańskim rządzie.

## Życiorys
Z wykształcenia prawniczka, absolwentka Uniwersytetu w Valladolid. Uzyskała uprawnienia adwokata, pracowała w wymiarze sprawiedliwości, a także jako doradca w gabinecie politycznym wicepremiera w rządzie José Aznara (2000–2003). Przez rok była wykładowczynią na Uniwersytecie Karola III w Madrycie.
W 2004 uzyskała mandat posłanki do Kongresu Deputowanych VIII kadencji, odnawiała go na IX i X kadencję. Była sekretarzem wykonawczym Partii Ludowej (ds. polityki regionalnej i lokalnej) i rzecznikiem prasowym klubu poselskiego w IX kadencji. 22 grudnia 2011 objęła urząd wicepremiera, szefa kancelarii premiera i rzecznika prasowego rządu, na czele którego stanął Mariano Rajoy. W kolejnych wyborach w 2015 oraz w 2016 ponownie uzyskiwała mandat deputowanej. Pozostała następnie na stanowiskach wicepremiera i szefa kancelarii premiera w utworzonym w listopadzie 2016 drugim gabinecie Mariano Rajoya.
W październiku 2017 przejęła tymczasowo obowiązki przewodniczącego Generalitat de Catalunya w związku z zawieszeniem autonomicznych władz Katalonii; pełniła tę funkcję do maja 2018. W czerwcu 2018 zakończyła natomiast urzędowanie na stanowisku wicepremiera, gdy jej gabinet przegrał głosowanie nad wotum nieufności.
W tym samym roku zgłosiła swoją kandydaturę w wyborach na przewodniczącego Partii Ludowej. W pierwszej turze w głosowaniu wśród członków partii zajęła pierwsze miejsce. W drugiej turze partyjny kongres wybrał jednak na tę funkcję deputowanego Pabla Casado Blanco.